# Viviane Teitelbaum
Viviane Teitelbaum-Hirsch (Antwerpen, 16 oktober 1955) is een Belgisch politica voor de liberale MR.

## Levensloop
De Joodse Teitelbaum studeerde in 1977 als licentiate in de journalistiek en sociale communicatie aan de ULB en behaalde in 1979 een master in internationale betrekkingen aan de University of Southern California. Ze werkte van 1980 tot 1992 als journaliste, redactrice en adjunct-hoofdredacteur bij het weekblad Regards A.S.B.L. , het orgaan van de Joodse seculiere vereniging Centre communautaire laïc juif (CCLJ). Daarna werd ze actief als auteur. Zelf schreef ze tien boeken en werkte ze mee aan diverse andere publicaties, over vrouwenrechten, de strijd tegen antisemitisme en de herinnering van de Holocaust. Van 1998 tot 2001 was ze tevens voorzitter van het CCOJB, het Coördinatiecomité van Joodse Organisaties in België, en van 2004 tot 2010 voorzitter van het Institut de la Mémoire audiovisuelle juive, een culturele vereniging die via de verspreiding van audiovisueel materiaal duiding geeft over de Joodse geschiedenis en cultuur.
Ze verleende eveneens haar samenwerking aan verschillende stedelijke culturele, sociale, economische en politieke projecten en projecten in verband met de strijd tegen intolerantie, racisme en rechts-extremisme en voor de verdediging van de democratie. Bovendien was ze van 2010 tot 2018 voorzitter van de Franstalige Vrouwenraad van België en van 2012 tot 2016 voorzitter van de European Women's Lobby, waarvan ze sinds 2023 ondervoorzitter is. Sinds 2018 is ze voorzitter van het Feministisch Observatorium tegen het Geweld op Vrouwen. Sinds mei 2022 is ze ook voorzitter van de Europese afdeling van de Internationale Vrouwenraad en sinds 2024 is ze ambassadrice van Women Political Leaders, een mondiaal netwerk voor vrouwelijke politieke leiders op nationaal en Europees niveau.
Van 2004 tot 2024 was ze voor de MR lid van het Brussels Hoofdstedelijk Parlement. Ze ging er zich bezighouden met sociale zaken, volksgezondheid en Europese zaken en was van 2014 tot 2019 voorzitter van de commissie Leefmilieu en Energie en van 2018 tot 2019 secretaris van het Brussels Parlement. Bij de federale verkiezingen van juni 2024 werd Teitelbaum lijstduwer op de MR-lijst in de kieskring Brussel-Hoofdstad, maar ze raakte niet verkozen. Vervolgens werd ze door haar partij aangeduid als gecoöpteerd senator.
Sinds 2006 is Teitelbaum eveneens gemeenteraadslid van Elsene. Ze was er van 2012 tot 2018 schepen van Financiën en Netheid en was vanaf 2016 tevens bevoegd voor Handel en Economische Ontwikkeling. De bevoegdheid Financiën ruilde ze in 2017 in voor Stedenbouw. Na de gemeenteraadsverkiezingen van oktober 2024 werd ze voorzitter van de gemeenteraad in Elsene.